# Torstenssonfejden
Torstenssonfejden mellem Sverige og Danmark-Norge varede fra 1643 til 1645. Initiativtager til krigen var Axel Oxenstierna, der ønskede at slippe for den danske Øresundstold og få strategiske landvindinger for at undgå danske angreb mod Sverige.

## Baggrund
Danmark kontrollerede passagen gennem det strategiske Øresund og krævede told af alle gennemsejlende handelsskibe. Det påvirkede svensk udenrigshandel i høj grad. Endvidere frygtede svenskerne, at de toldindtægter, som Danmark fik, skulle anvendes til krig mod Sverige. Landene var dog ikke i krig.
Efter de bitre kampe under Kalmarkrigen og den dyrekøbte Älvsborgs løsen anså svenskerne, at den svenske vestkyst var alt for udsat. Kun Älvsborg forbandt Sverige med Kattegat. To gange tidligere havde Danmark udnyttet Halland og Bohuslän til at indtage Älvsborg og hærge i Västergötland og Småland. Både Gotland, og Jämtland og Härjedalen var dansk-norsk og kunne anvendes som baser for angreb mod Dalarna.
Takket være den franske finansielle støtte og oprustningen i Trediveårskrigen havde Sverige en stærk hær og flåde; Danmark var derimod svækket efter nederlagene i samme krig. Situationen var gunstig for svenskerne for at foretage et angreb mod Danmark.

## Krigen
Den svenske krigsplan gik ud på at besætte Danmark og Skånelandene; Norge var ikke berørt af planen. Den svenske feltmarskal Lennart Torstenson skulle trække sin hær ud af kampene mod de kejserlige hære i Tyskland og angribe op gennem Jylland. Feltmarskal Gustav Horn skulle samtidig angribe fra Sverige og indtage Skåne fra Småland. Efter at områderne var erobrede, skulle Torstensons hær marchere over de danske øer til København.

### Angrebet på Holsten og Jylland
Krigen blev indledt 12. december 1643 med en total overrumpling af Danmark, da en svensk hær på ca. 16.000 mand ledet af den svenske general Lennart Torstenson marcherede op i Holsten. Den lille fæstning Christianspris ved Kiel blev stormet, og snart var Holsten i svenske hænder. Nyheden kom som en stor overraskelse for Christian IV, som havde vanskeligheder med den danske adel. Svenskerne erklærede ikke krig, men angreb uvarslet Danmark på flere fronter.
I løbet af januar rykkede en svensk hær videre nordpå og erobrede uden besvær hele Jylland, hvor befolkningen led stærkt under plyndringer. I januar 1644 kunne Torstenson meddele Oxenstierna, at hele Jylland var erobret. Men han savnede transportmidler til at nå de danske øer. Danmark oprustede samtidig sin flåde, som i februar formåede at forhindre en svensk landgang på Fyn.

### Angrebet på Skåne
Den 24. januar 1644 rykkede svenskerne under feltmarskal Gustav Horn over grænsen ved Markaryd ind i Skåne i den såkaldte Horns krig, hvori de under et meget brutalt felttog erobrede blandt andet Helsingborg, Lund og Landskrona, mens Malmø holdt stand og forhindrede Horn i at indlede at angreb mod Sjælland. Samtidig blev svenskerne angrebet af snaphaner, som blev et stort problem for Horn. Et modangreb mod det nyanlagte Göteborg førtes af Christian IV, men de svage danske styrker formåede ikke at indtage staden.

### Mislykket hollandsk undsætning til svenskerne
Hollandske købmænd, der var stærkt utilfredse med den stigende Øresundstold, sendte en hjælpeflåde til svenskerne, men den blev fordrevet ved Slaget i Listerdyb.

### Søslaget på Kolberger Heide
Krigen var nu i stilstand med svenskere i Jylland og i Skåne. Den svenske flåde stak til søs for at angribe og ødelægge den danske flåde og derved vinde krigen. Den 1. juli mødtes de to flåder i et slag på Kolberger Heide mellem Femern og Kielerfjord. Christian 4. ledede selv den danske flåde. Det var under dette søslag, at kongen mistede synet på det ene øje, da en svensk kugle ramte en kanon på det danske flagskib Trefoldigheden. Slaget, som varede i ti timer, endte med en kneben dansk sejr; Det lykkedes danskerne at lukke den svenske flåde inde i Kielerfjorden i en måned.

### Mislykket tysk undsætning
Danmark fik hjælp af en kejserlig hær, der under ledelse af Matthias Gallas rykkede op i Jylland, men den blev hurtigt fordrevet af svenskerne. Christian IV udnyttede denne manøvre til at indlede en dansk offensiv i Skåne. 6.000 mand blev sejlet til Malmø og drev Horn ud af Skåne.

### Søslaget ved Femern
Mens krigslykken nu syntes at have vendt sig til danskernes fordel på land, lykkedes det svenskerne at forene den fra Kiel udbrudte hovedflåde med en flåde lejet fra Nederlandene, som efter en eventyrlig rejse var kommet forbi de danske forsvarere og havde nået Østersøen. Den samlede svenske flåde stod nu ud fra Dalarö og Kalmar mod de danske øer. Den 11. oktober fik flåden kontakt med danskerne, hvorpå Slaget ved Femern indledtes i farvandet mellem Lolland og Femern. Søslaget endte med en stor svensk sejr over den danske flåde. Tabet af den danske flåde, som var den stærkeste del af Danmarks militærmagt, fik Christian IV til at tvivle på en sejr over Sverige og tvang ham til at trække sin skånske hær tilbage til de danske øer; kun Malmø efterlodes med forsvar.

### Krigen i Holsten
I 1645 forsøgte danskerne at angribe de svenske styrker i Holsten, men de var blevet forstærket og gik selv til angreb. Til sidst var også Bremen blevet besat af svenskerne under Hans Christoff Königsmarck. I Skåne forlod Horn vinterlejren og besatte Blekinge for derefter at indlede en belejring af Malmö sammen med svenske flåde. Samme forår forsøgte Danmark atter at indtage Göteborg, men admiral Ove Gjeddes 16 skibe kunne ikke betvinge de 13 forsvarende skibe under admiral Anckarhjelm.
Den svenske flåde og Horns hær havde efter mange vanskeligheder og forviklinger formået at indlede den fuldstændige indeslutning af Malmø den 11. august . Samme dag kom meddelelsen om fredsforhandlingerne i Brømsebro og at krigshandlinger skulle afbrydes.

### Nordfronten
Henrik Klasson Fleming samlede en styrke i Västernorrland og rykkede ind med 3.000 mand i Jämtland og erobrede landskabet, men erobringen lykkedes ikke: Den danske statholder Hannibal Sehested indledte en modoffensiv, som fordrev svenskerne fra Jämtland, og fortsatte gennem Dalsland, hvor Åmål og Vänersborg blev brandskattede i den såkaldte Hannibalsfejde. Den 10. august kapitulerede svenskerne i Jämtland, og en tid truede Sehested både Göteborg og Stockholm. Som helhed havde Sehesteds felttog dog kun ringe indflydelse på krigens udfald.

## Fredsforhandlinger
Frankrig havde fra krigens begyndelse virket for fred. I december 1644 lykkedes det franske diplomater at få tilslutning til, at fredsforhandlinger skulle indledes i februar 1645. Efter de svenske fremskridt i første halvdel af 1645 blev freden i Brömsebro underskrevet den 13. august.

## Konsekvenser
Ved Brömsebro-freden i 1645 måtte Danmark-Norge afstå Gotland og Øsel, de norske områder Jämtland og Härjedalen samt Halland for en periode af 30 år til Sverige. Desuden blev Danmark tvunget til at nedsætte Øresundstolden og den norske told.
Tre svenske skibe blev skudt i sænk ud for Aalborghus slot.